# Batalha de Meloria (1284)

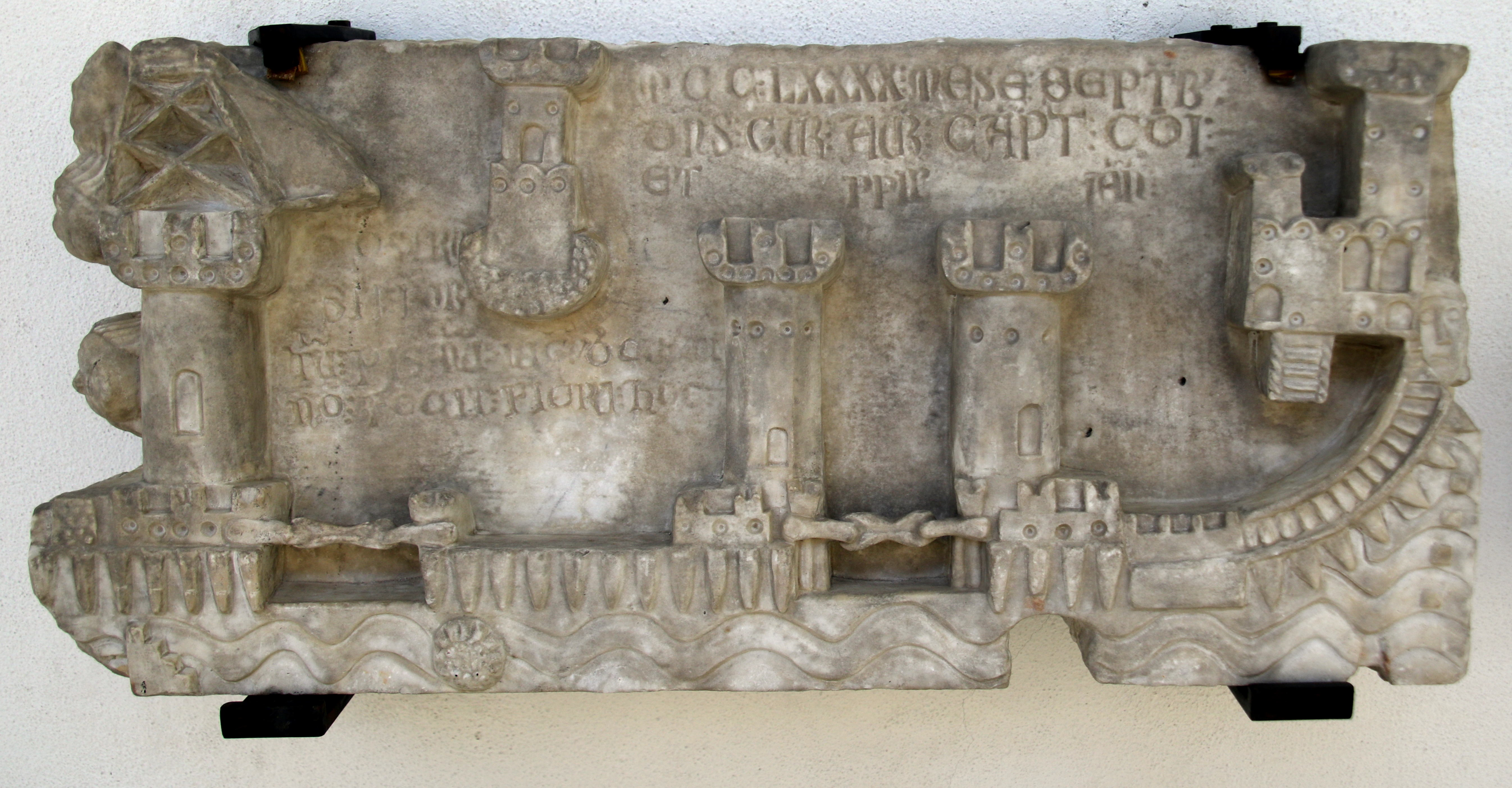
Baixo-relevo do Porto de Pisa, trazido para Zena em 1290, parede na casa do ferreiro Noxao, agora no museu de Santo Agostinho, 1290 d.C.

A Batalha de Meloria foi travada entre 5 e 6 de agosto de 1284 perto da ilhota de  Meloria, no Mar Tirreno entre a frota genovesa e a de Pisa. A vitória de Génova, e a destruição da frota de Pisa marcou o declínio da República de Pisa.

## Antecedentes
Durante o século XIII, a República de Génova aliou-se ao bizantino Império de Niceia, que recebeu ajuda de Génova para ajudar a recuperar Constantinopla, em 1261. A aliança permitiu uma grande expansão comercial do Império e também, a conquista de muitas ilhas e colónias no mar Egeu. Ao mesmo tempo, a República conquistou importantes interesses comerciais em todo o mar Negro, onde muitas colónias de Génova controlavam a Crimeia.
O Império Bizantino concedeu a maioria dos direitos de comércio para Génova. A aliança com o Império Bizantino aumentou a riqueza e o poder de Génova, e, simultaneamente, diminuiu o comércio de Veneza e Pisa.
Em 1282 Pisa tentou obter o controle do comércio e administração da Córsega, quando o juiz de Cinarca, Sinucello, se revoltou contra Gênova e pediu o apoio a Pisa.
Em agosto de 1282 parte da frota genovesa bloquearam o comércio de Pisa perto do rio Arno. Durante 1283, tanto Génova e Pisa fizeram os preparativos para a guerra. Pisa reuniu soldados da Toscana e nomeou capitães a partir de suas famílias nobres. Genova construiu de 120 galés, 60 das quais pertenciam à República, enquanto as outras sessenta galés foram alugadas para indivíduos. Para essa frota, pelo menos, de 15 000 e 17 000 remadores e marinheiros eram necessários.

## Prelúdio para a batalha
No início de 1284 a frota genovesa tentou conquistar Porto Torres e Sassari na Sardenha. Uma parte da frota mercante genovesa derrotou uma frota de Pisa, enquanto viajava para o Império Bizantino. A frota genovesa bloqueou Porto Pisano e atacaram navios pisanos que viajam no mar Mediterrâneo. Outra frota genovesa de trinta navios liderados por Benedetto Zaccaria viajou para Porto Torres, para apoiar as forças sitiantes genovesas em Sassari.

## Batalha
A frota da República de Gênova aceitou o desafio, e no dia 6 de agosto 1284, o dia de San Sisto, padroeira de Pisa (que a partir desse dia nunca mais foi celebrada) viajou para Porto Pisano.
O almirante genovês Oberto Doria, a bordo do San Matteo, a galé da família, estava dirigindo uma primeira linha de 63 galés de guerra.
Benedetto Zaccaria comandava um outro grupo de trinta navios, deliberadamente um pouco afastado para tirar a frota de Pisa do porto. No entanto, estava perto o suficiente para atacar e decidir a batalha quando a ação começou.
Para os pisanos era o dia do seu padroeiro, São Sisto, o aniversário de tantas vitórias gloriosas, e que era uma excelente oportunidade para eliminar permanentemente os navios genoveses, os pisanos crendo possuírem 9 navios a mais que os genoveses decidiram  sair do porto. Os pisanos, comandados pelo podestà Morosini e seus tenentes Ugolino della Gherardesca e Andreotto Saraceno, saíram em um único corpo.
A frota de Pisa avançou em linha lado a lado para enfrentar a primeira linha dos genoveses, lutando segundo o costume medieval de abalroar. A vitória foi decisiva para Génova, o esquadrão de Zaccaria, caiu no flanco dos pisanos. A frota foi quase aniquilada, Podestà foi feito prisioneiro, e Ugolino consegui fugir com alguns navios.

## Conseqüências
Pisa assinou o tratado de paz com Gênova em 1288, mas não foi respeitado: que forçou Gênova enviar Corrado Doria, com algumas galés rumou para Porto Pisano, o porto foi destruído e nas suas ruínas foram espalhados sal, como fizeram em Cartago, nos dias de Cipião, e a paisagem circundante devastada e saqueada.
Como conseqüência desta derrota, e com a tomada final da Sardenha pisana pelos aragoneses em 1324, Pisa perdeu uma vez por todas o seu papel como um dos principais poderes navais do Mediterrâneo.
Em 1406 pela primeira vez em sua história a cidade foi  conquistada por Florença após um longo cerco.
Ugolino morreu de fome com vários de seus filhos e netos na forma familiarizada pelo canto XXXII  no livro “Inferno” de Dante Alighieri.

## Nota
- Texto inicialmente baseado na tradução dos artigos «Battle of Meloria (1284)» na Wikipédia em inglês e «Battaglia della Meloria» na Wikipédia em italiano.